# Český Institut Mezinárodního Setkání
Český Institut Mezinárodního Setkání (ČIMS) je občanské sdružení zabývající se humanitními vědními obory (politologie, ekonomie, sociální vědy), badatelskou a publicistickou činností, křesťanskou etikou, tak jako osvětovou a kulturní činností. Sdružení sídlí v Táboře na barokním zámku v Táboře-Měšicích a pořádá výstavy a přednášky a vydává publikace.
ČIMS byl registrován Ministerstvem vnitra České republiky dne 23. 10. 2000 (registrační číslo VS/1-1/45 046/00-R), jeho identifikační číslo (IČ) je 70868581.

## Sekce
Český Institut Mezinárodního Setkání je rozdělen do čtyř sekcí: Asociace lidských práv a vzdělání, Klub česko-německého setkání, Fórum Ludwiga Erharda a Společnost Jana Bervidy.

## Spolupráce s dalšími institucemi
ČIMS spolupracuje s následujícími evropskými vědeckými a společenskými institucemi:
- Doc. MUDr. Jaroslav Zvěřina, CSc. Od roku 2005 se každý rok koná v ČIMSu, ve spolupráci s Nadací Konrada Adenauera, série osvětových společensko-politických přednášek tzv. „Zvěřinova řada“ za podpory Evropského parlamentu.
- Freie Universität Berlin (FU Berlin), Sociální vědy (Prof. Dr. Bernd Rabehl a Prof. Dr. Helmut Wagner)
- Univerzita Karlova v Praze, Fakulta sociálních věd (Doc. PhDr. Rudolf Kučera, CSc.)
- Nadace Konrada Adenauera (Konrad-Adenauer-Stiftung), Praha–Berlin
- Nadace Ludwiga Erharda, Bonn, SRN
- Zahraniční výbor Německého spolkového sněmu (Bundestagu) (Marie-Luise Döttová, MdB)
- Vysoká škola evropských a regionálních studií (VŠERS), České Budějovice
- Waldviertel Akademie, Waidhofen/Thaya, Rakousko

## Publikace
- Dött, Marie-Luise MdB: „Sociální tržní hospodářství - Evropská kultura samostatnosti“, (dvojjazyčně - čeština, němčina), ISBN 80-239-1696-3, Herbia, České Budějovice 2002.
- Dreyer, Ralf Dr.: „Vstup České republiky do Evropské unie“, (dvojjazyčně - čeština, angličtina), ISBN 80-238-9849-3, Herbia, České Budějovice 2002.
- Froehly, Jean-Pierre Dipl.-Pol.: „Německo a Francie. Příklady evropské spolupráce“, (dvojjazyčně - čeština, francouzština), ISBN 80-239-0168-0, Herbia, České Budějovice 2002.
- Kapito, Gerhard: „Německo-francouzské aktivity vzájemného sblížení“, (dvojjazyčně - čeština, francouzština), ISBN 80-239-0168-0, Herbia, České Budějovice 2002.
- Doc. PhDr. Rudolf Kučera, CSc.: „Duchovní základy rozšiřování Evropské unie o další kandidátské země - občanská vůdčí kultura pro celou Evropu“, (dvojjazyčně - čeština němčina), ISBN 80-239-1008-6, Herbia, České Budějovice 2002.
- Wagner, Helmut Prof. Dr.: „Rozšíření Evropské unie o nové kandidáty není problémem, nýbrž řešením“, (dvojjazyčně - čeština, němčina), ISBN 80-239-0403-5, Herbia, České Budějovice 2002.
- Wink, Paul B.: „Konrad Adenauer a Evropská unie“, (dvojjazyčně - čeština, němčina), ISBN 80-238-7622-8, Herbia, České Budějovice 2001.
- Wünsche, Horst F. Dr.: „Sociální tržní hospodářství. O legendárním německém hospodářském zázraku a aktuálních problémech německé hospodářské politiky“, (dvojjazyčně - čeština, němčina), ISBN 80-239-1697-1, Herbia, České Budějovice 2001.

## Stálé výstavy za podpory města Tábor
- Konrad Adenauer - člověk, politik a Evropan (ve spolupráci s KAS Praha a Berlín).
- Přepadení Československa sovětskou armádou - 21. srpen 1968 (ve spolupráci se Společností Alexandra Dubčeka, Bratislava).
- John F. Kennedy a jeho doba.

Současně prezentace amerických historických akcií a cenných papírů, které patřily významným americkým osobnostem (zahájení 2007).

## Vedení
- Dr. Dr. Jan Berwid-Buquoy (prezident)
- JUDr. Jiří Slavíček (viceprezident)
- Josef Štefl (jednatel)
- Ing. Marie Votrubová (členka prezidia)
- JUDr. Miroslav Kopecký (předseda revizní komise)
- Zdeněk Herl-Stolt (člen revizní komise)
- Petr Polák (člen revizní komise)